# Умысел
У́мысел — одна из форм вины, противопоставляемая неосторожности. 
В административном праве, а также в уголовном законодательстве некоторых государств, виновным может быть признано даже юридическое лицо. В уголовном праве умышленная форма вины предполагает осознание виновным сущности совершаемого деяния, предвидение его последствий и наличие воли, направленной к его совершению. Умышленная форма вины наиболее распространена в законе и на практике (до 90 % деяний). В уголовном праве в зависимости от особенностей психического содержания выделяют прямой и косвенный умысел.

## Прямой умысел
При прямом умысле лицо осознаёт общественную опасность своих действий или бездействия, предвидит реальную возможность или неизбежность наступления общественно опасных последствий (интеллектуальный момент) своих действий или бездействия и желает их наступления (волевой момент). Лицом должна осознаваться общественная опасность деяния, то есть, его объективная способность нанести вред принятым в данном обществе ценностям. Лицо должно иметь представление о характере преступных последствий, которые могут наступить в результате его деяния, они должны быть отражены в его сознании в идеальной форме либо как единственное закономерное следствие его действий, либо как одно из возможных следствий.
Некоторые авторы (А. А. Пионтковский, И. М. Тяжкова) включают в интеллектуальный момент прямого умысла также понимание виновным противоправности совершаемого деяния. Осознание противоправности является необходимым, когда его необходимость прямо предусмотрена законом (например, в УК РФ предусмотрен состав ст. 170, который предусматривает ответственность за регистрацию заведомо незаконных сделок с землёй).
Желание наступления последствий означает стремление виновного достичь определённого преступного результата, который может играть для него роль конечной или промежуточной цели действий, средства достижения цели, либо неизбежного побочного результата.
Преступления с формальным составом, а также деяния, включающие указание на специальную цель деяния, покушение и приготовление к преступлению, действия организатора, подстрекателя и пособника преступления совершаются только с прямым умыслом.

## Косвенный умысел
При косвенном умысле интеллектуальный момент тот же, что и в прямом, однако виновный предвидит не закономерную неизбежность, а лишь реальную возможность наступления последствий своих действий или бездействия в данном конкретном случае. С точки зрения волевого элемента виновный не желает, но сознательно допускает наступление этих последствий или относится к возможности их наступления безразлично. Наступление данного общественно опасного последствия является своего рода «побочным эффектом» действий виновного, наступление которого он готов допустить для достижения своей главной цели. Эта главная цель может также быть преступной, в таком случае виновный привлекается к ответственности за два преступления: совершённое с прямым умыслом и совершённое с косвенным.
«Сознательное допущение» общественно опасных последствий означает, что виновный рассчитывает на то, что данные последствия каким-то образом будут предотвращены; при этом какие-либо реальные факторы, способные предотвратить их наступление, отсутствуют, виновный не предпринимает каких-либо действий, направленных на недопущение наступления последствий.
Деление умысла на косвенный и прямой имеет значение при наступлении в результате совершения преступления вреда меньшего, чем предполагался или допускался виновным. При прямом умысле на причинение более тяжкого вреда, чем реально наступил, содеянное оценивается как покушение на причинение более тяжкого вреда. При косвенном умысле квалификация осуществляется по фактически наступившим последствиям.

## Умысел в формальных составах преступлений
В связи с тем, что в уголовном законе конструкция некоторых составов преступлений носит формальный характер, то есть не включает в себя обязательного наступления конкретизированных общественно опасных последствий, возникает вопрос о том, должен ли охватываться умыслом виновного причиняемый такими преступлениями преступный вред. На него в теории уголовного права даётся положительный ответ, поскольку в такой ситуации желание или допущение наступления определённых последствий означает осознание общественной опасности деяния; если виновный не желает или сознательно не допускает наступления последствий, это исключает осознание им общественной опасности деяния.

## Осознание противоправности деяния как признак умысла
Во многих государствах основным интеллектуальным элементом умысла считается осознание не общественной опасности деяния, а его противоправности. Категория «общественная опасность» была введена в содержание вины лица в 1920—1940 годах в российском уголовном праве с целью воспрепятствовать уходу от уголовной ответственности «врагов народа» (которые могут сослаться на незнание законов) и «малосознательных элементов» (которые законов не знают). В праве других государств такое определение интеллектуального момента умысла практически не встречается, вместо общественной опасности в его состав включается противоправность деяния.

## Иные виды умысла
По моменту возникновения преступного намерения выделяют заранее обдуманный и внезапно возникший умысел. При заранее обдуманном умысле имеется временной разрыв между возникновением преступного намерения и реальными действиями, направленными на его осуществление. Совершение преступления с заранее обдуманным умыслом может свидетельствовать как о решительности субъекта, связанной с достижением преступной цели, о тщательности продумывания и планирования преступления с целью облегчить его совершение, избежать уголовной ответственности, так и о внутренних колебаниях субъекта, отсутствии у него твёрдой убеждённости в возможности нарушения уголовного закона, поэтому заранее обдуманный умысел может свидетельствовать как о повышенной, так и о пониженной общественной опасности деяния.
Внезапно возникший умысел имеет место, когда преступное намерение реализуется сразу после его возникновения. Внезапно возникший умысел может быть простым или аффектированным. Простой внезапно возникший умысел возникает в нормальном психическом состоянии и реализуется практически сразу после возникновения. Аффектированный внезапно возникший умысел возникает под воздействием неправомерных или аморальных действий потерпевшего, вызвавших у виновного сильное эмоциональное волнение, он является основанием для смягчения ответственности.
В зависимости от степени определённости представлений субъекта о последствиях умысел может быть определённым, альтернативным и неопределённым. Определённый или конкретизированный умысел подразумевает, что у виновного имеются чёткое представление о причиняемом вреде, о его количественных и качественных характеристиках. Альтернативный умысел имеется, когда виновный предвидит одинаковую возможность наступления двух и более различных последствий. Неопределённый (неконкретизированный) имеет место, когда у виновного имеется лишь обобщённое представление о свойствах деяния (например, нанося удар ножом, виновный понимает, что причинит вред жизни и здоровью, однако может не иметь представления о том, какова будет его конкретная тяжесть). Если умысел являлся альтернативным или неопределённым, преступление квалифицируется в зависимости от фактически наступивших общественно опасных последствий.